# 滇赤杨叶
滇赤杨叶（学名：Alniphyllum eberhardtii），为安息香科赤杨叶属下的一个植物种。